# Chèvre du Mont-Ventoux
Le chèvre du Mont-Ventoux est un fromage au lait cru de chèvre en forme de cône allongé, censé rappeler le Géant de Provence, dont la base est généralement recouverte d’herbes de Provence.

## Production

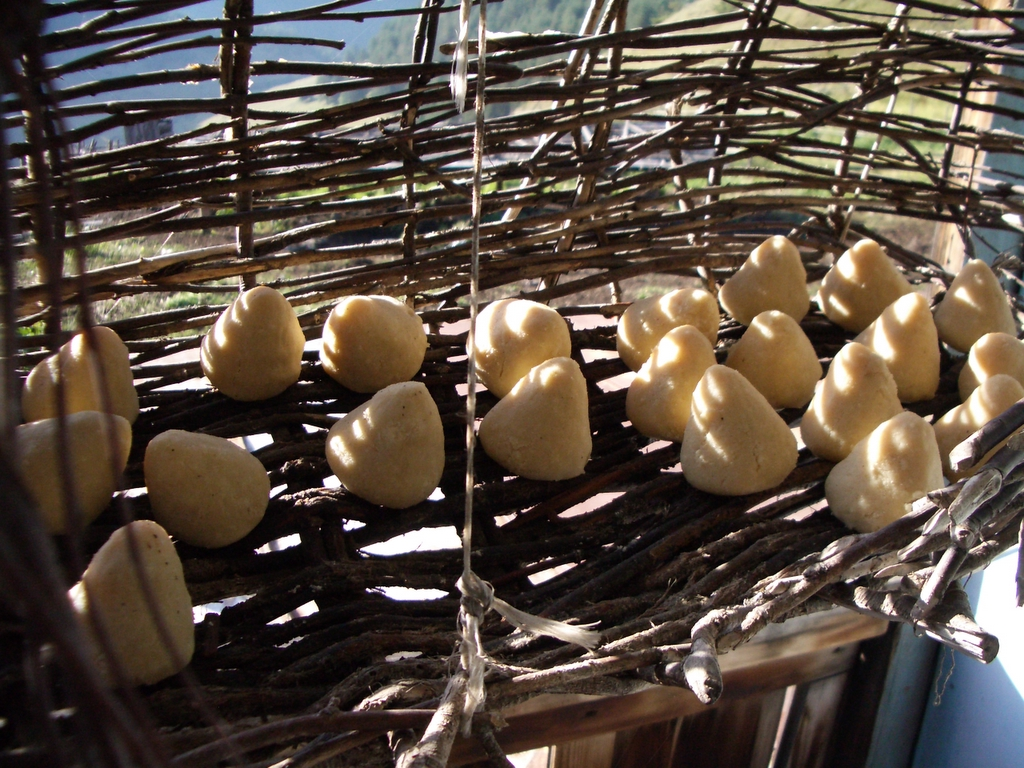
Chèvres du Mont-Ventoux après trois semaines d'affinage.

Il est produit artisanalement à partir de lait de chèvre du Rove ou de chèvre de Provence, au pied du mont Ventoux. Le principal producteur se trouve près de Saumane, dans les Alpes-de-Haute-Provence, commune située à cheval sur le plateau d'Albion et la montagne de Lure. Quelques petits producteurs le présentent sous la forme d'un disque de 7 cm de diamètre et de 2 cm d'épaisseur.

## Présentation
Sa pâte est lisse, de saveur légèrement acidulée avant l'affinage. Celui-ci s'effectue en cave aérée à sec pendant trois à quatre semaines. La pâte, en séchant, devient alors très serrée, blanche et cassante. Ce chèvre, fromage à pâte molle, se caractérise par une croûte naturelle,.

## Consommation
Ce fromage est très goûteux. Son goût typique, qui s'amplifie avec l'affinage, est exhaussé par les apports aromatiques des herbes de Provence. Sa texture oscille entre ferme et mousseuse mais se révèle fondante en bouche. Il se présente avec une croûte fine et lisse. Il pèse environ 70 grammes.

## Accord mets/vin
Comme tous les fromages de France, il s'accorde très bien avec les vins de sa région. Il faut choisir un vin blanc du vignoble de Provence comme un Pierrevert, un Palette, un Côtes-de-provence, un coteaux-d'aix-en-provence ou encore un Coteaux-varois-en-provence.